# Identitetstyveriet
Identitetstyveriet er en dokumentarfilm fra 2012 instrueret af Max Kestner.

## Handling
Da Thomas Altheimer lægger sag an mod sin tidligere ven og kunstnerkollega Claus Beck-Nielsen for med bogen Suverænen at stjæle Altheimers identitet, sender det Altheimer ind i en mental labyrint af Kafkasks paranoia. Virkelighed og fiktion smelter sammen, og Altheimer må desperat søge efter en vej ud.